# Thylamys tatei
Thylamys tatei är en pungdjursart som först beskrevs av Charles O. Handley 1957. Thylamys tatei ingår i släktet Thylamys och familjen pungråttor. IUCN kategoriserar arten globalt som otillräckligt studerad. Inga underarter finns listade.
Artpitetet i det vetenskapliga namnet hedrar den amerikanska zoologen George Henry Hamilton Tate.
Pungdjuret förekommer i västra Peru. Arten vistas där i kulliga områden och i upp till 3000 meter höga bergstrakter. Habitatet utgörs av halvöknar och torra buskmarker. Djuret äter insekter och små ryggradsdjur.